# テレメッセージ広島
テレメッセージ広島（テレメッセージひろしま）は、かつて1980年代後半から1990年代にかけて広島県をサービスエリアとしてポケットベルなどの事業を行っていた企業。

## 概要
テレメッセージグループでは唯一地域名が後ろに置かれた事業者だった。

当時はテレメ”TMH”の通称で知られ、1990年代中盤の爆発的なポケベル人気の中でNTTドコモと並んで加入者を急増させたが、ポケベル人気の中核をなしていた高校生から20代前半の若者らが、その後携帯電話やPHSに急速に移行したことから基地局などの通信設備が過剰となり、その減価償却などに苦しむこととなった。

## 沿革
- 1986年10月28日 - 設立[1]
- 1987年
  - 5月29日  - 第一種電気通信事業許可[2]
  - 10月28日 - 開業[3]
- 2001年6月19日 - 解散を定時株主総会で決議[4]| [icon] | この節の加筆が望まれています。 |

## 通信端末
詳細はテレメッセージ内の通信端末を参照のこと。

## 宣伝活動など

### イメージキャラクター
- 遠山景織子
- 高田純次
- 佐藤藍子